# Praying
"Praying" é uma canção da cantora estadunidense Kesha, gravada para o seu terceiro álbum de estúdio Rainbow. Foi composta pela própria com o auxílio de Ryan Lewis e Ben Abraham, sendo produzida por Lewis. O seu lançamento ocorreu em 6 de julho de 2017, através da Kemosabe e RCA, servindo como o primeiro single do disco. Trata-se de uma balada pop com influências de música gospel e soul com instrumentação simples consistente em piano, violinos e tambores. A canção foi composta com a intenção de demostrar o alcance vocal da interprete e representá-la como pessoa. De acordo com a artista, a canção é sobre "a esperança em todas as pessoas, até mesmo alguém que possa te machucar, pode curar". Os críticos sugeriram que a canção tratava-se do produtor Dr. Luke, a quem a cantora acusou de agressão sexual e abuso emocional.
A faixa foi aclamada pela mídia especializada, sendo que alguns elogiaram os vocais, considerada como seu trabalho mais poderoso e observando-a como um distanciamento de suas obras anteriores. Os avaliadores ofereceram interpretações conflitantes sobre a mensagem da canção; alguns sentiram que a canção é sobre o perdão, enquanto outros consideraram que exibia raiva. Comercialmente, obteve um desempenho positivo, listando-se nas vinte primeiras colocações em tabelas musicais de vários países, como Austrália, Canadá, Hungria e Escócia. Nos Estados Unidos, atingiu a vigésima segunda colocação como melhor na Billboard Hot 100. O vídeo musical correspondente foi dirigido por Jonas Åkerlund, e estreou simultaneamente com o single. As cenas retratam Kesha andando sobre o Salvation Mountain e contém diversos simbolismos religiosos, bíblicos e Hindu. O trabalho obteve críticas em sua maioria positivas, bem como comparações com o álbum visual Lemonade (2016) de Beyoncé.

## Antecedentes e lançamento
No verão boreal de 2016, Kesha embarcou em sua terceira turnê mundial, intitulada Kesha and the Creepies: Fuck the World Tour. A digressão começou em 23 de julho de 2016 em Las Vegas e encerrou em 22 de julho de 2017 em Indiana. O repertório da excursão incluía diversos covers, além de versões retrabalhadas de suas próprias músicas nos estilos rock e country. Durante esse período, foi revelado que Kesha havia gravado 22 faixas por conta própria e as entregado a sua gravadora. Mais tarde foi anunciado que a cantora estava no processo de gravação de um terceiro álbum de estúdio. O produtor musical Ryan Lewis começou a trabalhar na composição e produção da canção, enquanto estava em turnê um ano antes de seu lançamento. Ele sentiu que a balada seria adequada para uma artista feminina, e sua esposa sugeriu que Kesha a cantasse. Lewis contactou a gestão de Kesha para saber se ela gostaria de colaborar com ele. Ela estava lisonjeada com a oferta por causa de sua predileção por seu trabalho com Macklemore, particularmente admirando como sua discografia em conjunto apresenta uma mistura de "diversão" e canções politicamente progressistas. Lewis foi até Kesha com uma "ideia geral" para a música e incentivou-a fazer "o que [ela] quisesse" na faixa. Quando ela cantou uma nota alta, ela o surpreendeu; Lewis disse mais tarde que esse era um de seus momentos favoritos ocorrido em um estúdio. "Praying" foi concluída dois dias depois de Kesha começar a trabalhar nela. Ao escrever a canção o produtor tinha duas ambições: mostrar o alcance vocal de Kesha e representá-la como pessoa. Ele sentiu que a música terminou alcançando ambos os objetivos.
Em entrevista para a rádio SiriusXM, Kesha revelou que "Praying" abordava sobre os pensamentos suicidas que teve. Na mesma entrevista, disse que sentia que era saudável para discutir tais emoções, e que "[ela] acha[va] que a parte bonita é que você agarra a esperança [...] e você continua resistindo para si mesmo". Antes de seu lançamento, a canção teve sua estréia juntamente com outras quatro músicas do álbum durante uma reprodução de imprensa realizada em Londres. Lá, ela expressou seus sentimentos sobre a canção, dizendo: "Eu nunca estive mais entusiasmada com uma peça de arte que já fiz na minha vida. É verdadeiramente vindo do interior das minhas entranhas, onde transformei minha dor em força". Kesha anunciou o lançamento do single através de um vídeo feito para seus fãs. Em uma carta de acompanhamento escrita e enviada pela artista para o newsletter feminista Lenny Letter, ela escreveu sobre o significado da canção, "Canalizei meus sentimentos de severa falta de esperança e depressão, superei obstáculos e encontrei força em mim quando pensei que era inalcançável. Encontrei o que pensei ser um lugar de paz impossível. Essa música é sobre conseguir ter empatia por alguém mesmo se te machuca ou assusta. É uma música sobre aprender a ter orgulho da pessoa que você é mesmo nos piores momentos que você se sente sozinho. É também sobre esperar que todos, mesmo os que te machucam, podem se curar". A faixa é o seu primeiro single solo desde 2012.

## Faixas e formatos
| Download digital |           |         |  |
| N.º              | Título    | Duração |  |
| 1.               | "Praying" | 3:50    |  |

## Desempenho nas tabelas musicais

### Posições
| Tabela musical (2017)                                  | Melhor posição |
| ------------------------------------------------------ | -------------- |
| Austrália (ARIA Charts)                                | 6              |
| Áustria (Ö3 Austria Top 40)                            | 68             |
| Bélgica (Ultratip de Flandres)                         | 19             |
| Canadá (Canadian Hot 100)                              | 11             |
| Escócia (The Official Charts Company)                  | 16             |
| Eslováquia (IFPI Slovenská Republika)                  | 61             |
| Espanha (Productores de Música de España)              | 30             |
| Estados Unidos (Billboard Hot 100)                     | 22             |
| Estados Unidos (Pop Songs)                             | 18             |
| Estados Unidos (Adult Pop Songs)                       | 16             |
| Estados Unidos (Adult Contemporary)                    | 29             |
| França (Syndicat National de l'Édition Phonographique) | 75             |
| Hungria (Magyar Hanglemezkiadók Szövetsége)            | 13             |
| Irlanda (Irish Recorded Music Association)             | 23             |
| Nova Zelândia (NZ Top 40 Singles)                      | 38             |
| Países Baixos (Single Tip)                             | 4              |
| Portugal (Associação Fonográfica Portuguesa)           | 53             |
| Reino Unido (UK Singles Chart)                         | 27             |
| Chéquia (IFPI Česká Republika)                         | 64             |
| Suécia (Sverigetopplistan)                             | 77             |
| Suíça (Schweizer Hitparade)                            | 64             |

## Histórico de lançamento
| País           | Data                | Formato           | Gravadora     |
| -------------- | ------------------- | ----------------- | ------------- |
| Mundo          | 6 de julho de 2017  | Download digital  | Kemosabe      |
| Itália         | 14 de julho de 2017 | Rádios mainstream | Sony          |
| Reino Unido    | 14 de julho de 2017 | Rádios mainstream | RCA           |
| Estados Unidos | 18 de julho de 2017 | Rádios mainstream | Kemosabe, RCA |